# Caitlyn Taylor Love
Caitlyn Taylor Love, född 16 juni 1994 i Corpus Christi, Texas, är en amerikansk skådespelare och sångerska. Hon gästspelade i TV-serien I'm in the Band som Izzy Fuentes.